# Drapeau de l'Île-de-France
Deux drapeaux sont utilisés pour représenter l'Île-de-France : le drapeau du conseil régional d'Île-de-France qui reprend le logotype de la collectivité et un drapeau qui rappelle l’appartenance de la région à l’ancien domaine des rois de France mais qui n'a pas de reconnaissance officielle.

## Drapeau du conseil régional
Le conseil régional d'Île-de-France utilise un drapeau blanc reprenant son logotype sur la plupart des façades des lycées de la région.

Logo du conseil régional depuis 2010.
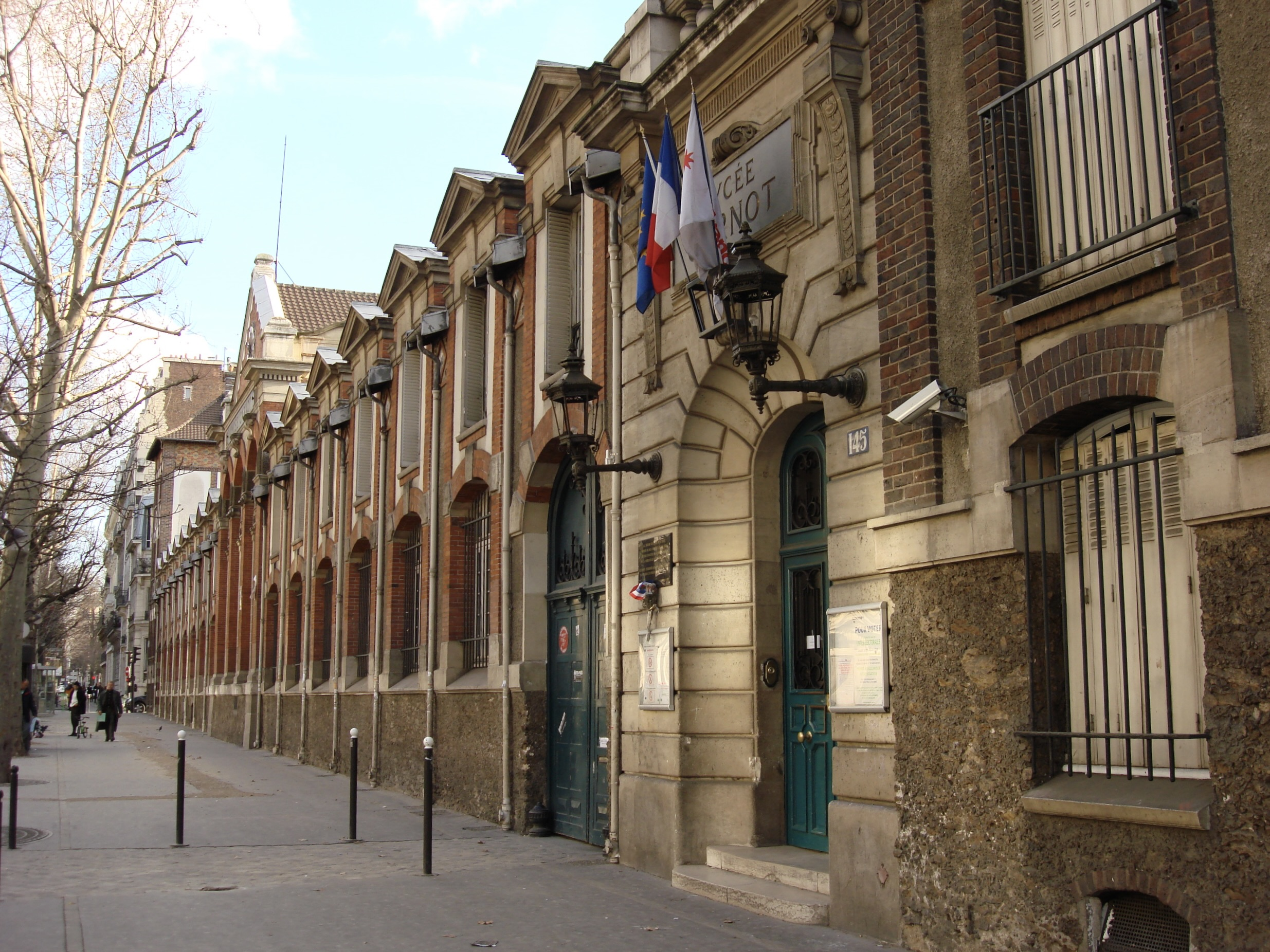
Façade du lycée Carnot (Paris) où sont arborés trois drapeaux ; de gauche à droite : le drapeau européen, le drapeau national et le drapeau du conseil régional (photo prise le 21 février 2007).
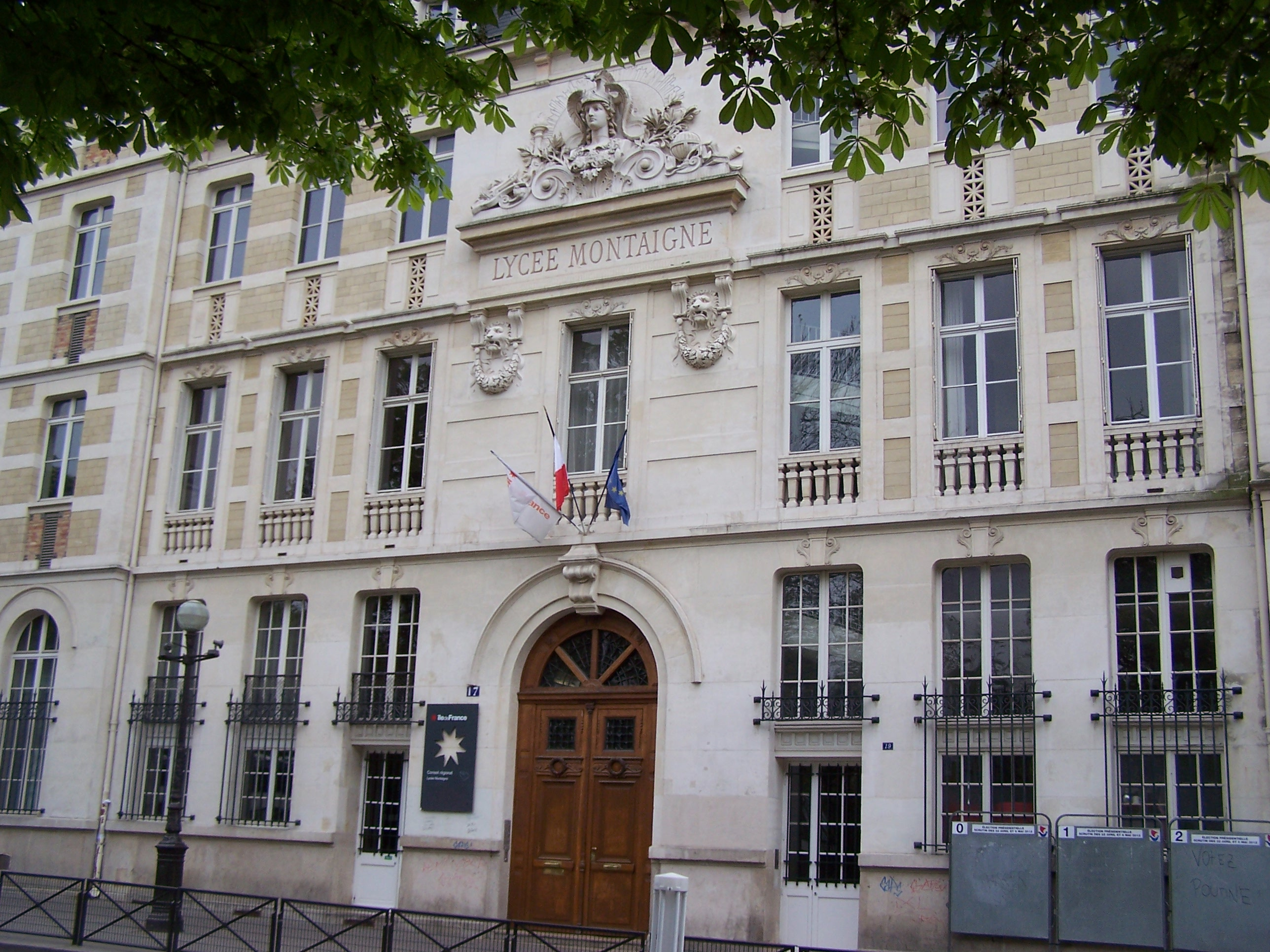
Les mêmes drapeaux sur la façade du lycée Montaigne (Paris).

Ce logotype a été déposé par le conseil régional le 10 octobre 2005 à l'Institut national de la propriété industrielle (INPI). Il est composé d'une étoile à huit branches de couleur rouge-orangé accolée au nom de la région en minuscules. « Les huit branches de l'étoile symbolisent les huit départements franciliens »,. Le logo actuel est le quatrième logo officiel de la région. La couleur rouge-orangé, ainsi que la forme du logo, ont porté à controverse, et pour Alfred Znamierowski un logo ne fait par forcément un bon drapeau .

Logo du conseil régional de 2000 à 2005.
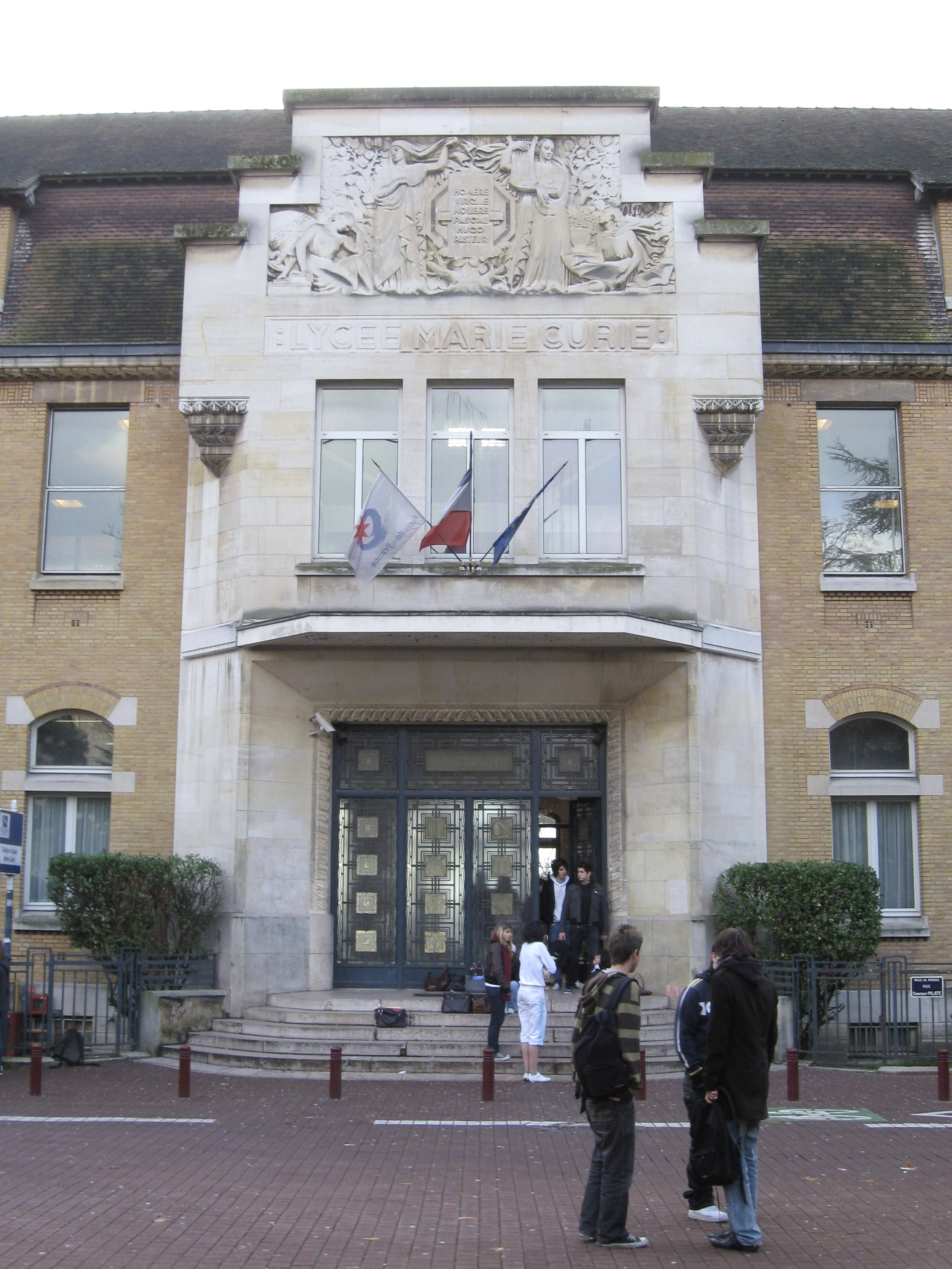
Façade du lycée Marie-Curie (Sceaux) (Hauts-de-Seine, académie de Versailles) où sont arborés trois drapeaux : le drapeau du conseil régional (identique ou proche de logo de 2000), le drapeau national et le drapeau européen.

### Couleurs
Les couleurs de l’écharpe des conseillers régionaux sont celles du logo de 1976.

Premier logo de la région Île-de-France (1976-2000).
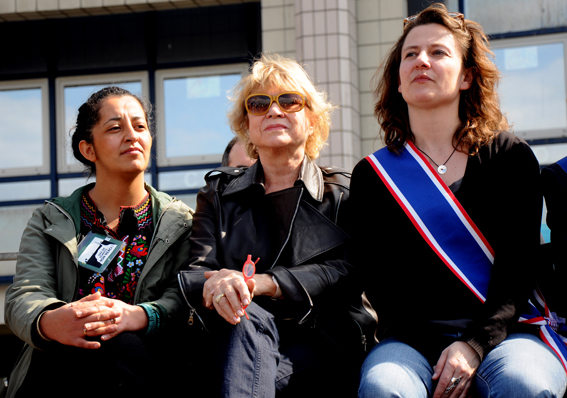
La conseillère régionale Hélène Gassin ceinte de son écharpe (2011)

## Drapeau fleurdelisé
Un drapeau bleu à trois fleurs de lys est donné comme drapeau de la région Île-de-France par des sources vexillologiques,,,. Il est basé sur les armoiries du royaume de France, rappelant l’appartenance de la région à l’ancien domaine des rois de France. En effet au début du Xe siècle, le domaine royal appartenant au Roi de France, n'était constitué que de l'Île-de-France, de l'Orléanais et d'une partie de la Picardie.
Le drapeau fleurdelisé ne jouit cependant pas d'une reconnaissance « officielle » comme drapeau de la région mais, en 2010, la Monnaie de Paris a édité une pièce de 10 € comportant un drapeau à trois fleurs de lys pour représenter la région dans l'édition des euros des régions.

## Drapeaux des départements de la région

75 Drapeau de Paris
77 Drapeau de Seine-et-Marne
78 Drapeau des Yvelines
91 Drapeau de l’Essonne

## Pour approfondir